# NorBAC
La NorBAC (North American Biotechnology Advisory Commission) est un institut fictif d'investigation biotechnologique situé au Canada, qui étudie les virus et la génétique et traque le bioterrorisme. Il apparaît uniquement dans la série ReGenesis.
Dans la série, elle est dirigée par le biologiste David Sandström, joué par Peter Outerbridge. 